# Карманов, Александр Фёдорович
Алекса́ндр Фёдорович Карма́нов (18 января 1931 — 20 августа 1994) — советский шахтёр, бригадир шахты № 7 (Воркута). Герой Социалистического Труда (1966).

## Биография
Родился 18 января 1931 года в деревне Полянки Кузнецкого района.
В 1955 году приехал в Воркуту после службы в рядах Советской армии. На шахте № 7 (ныне «Северная») проработал почти четверть века. В 1958 году его избрали комплексным бригадиром добычного участка. Бригада А. Ф. Карманова одна из первых в комбинате «Воркутауголь» выступила с почином довести среднесуточную нагрузку на комплекс КМ-87Д свыше 1000 тонн и это обязательство выполнила с честью.
За успешное руководство бригадой, обеспечение высокопроизводительной работы и за выдающиеся успехи в выполнении семилетнего плана развития угольной и сланцевой промышленности и достижение высоких технико-экономических показателей 29.06.1966 года присвоено звание Героя Социалистического Труда.

## Награды
- Медаль «Серп и Молот»;
- Орден Ленина;
- Орден Октябрьской Революции;
- Почётный шахтёр СССР;
- Заслуженный шахтёр РСФСР;
- Знак «Шахтёрская слава» трёх степеней.

## Комментарии
1. ↑  Деревня Полянки, с 16.7.1928 входившая в состав Кузнецкого района, упразднена решением Пензенского облисполкома от 11.3.1987[1].